# Nekrolog 1625
Nekrolog
◄◄
| ◄
| 1621
| 1622
| 1623
| 1624
| 1625 | 1626 | 1627 | 1628 | 1629 | ► | ►►
Weitere Ereignisse | Allgemeiner Nekrolog 1625
Die Beschreibung der verstorbenen Person sollte so kurz wie möglich gehalten sein und nur deren signifikante Tätigkeit(en) enthalten.
Neue Namen ggf. auch unter dem Geburts- und Sterbedatum, also etwa unter 1. Januar und im Geburts- und Sterbejahr (2024) eintragen (nur bei entsprechender großer Wichtigkeit). Für Beispiele siehe die schon vorhandenen Artikel.
Außerdem über die fünf zuletzt Verstorbenen, zu denen es einen ausreichend guten Artikel für eine Präsentation auf der Hauptseite gibt, nach der todesbedingten Überarbeitung der Artikel ggf. auch unter Wikipedia Diskussion:Hauptseite informieren und sie am besten auch in den anderen Wikipedia-Sprachversionen eintragen. Tipp: Regelmäßig bei news.google.de nach „ist tot“, „gestorben“ oder „verstorben“ suchen.
Wenn eine Person gestorben ist, gibt es viele Seiten zu dieser Person in der Wikipedia, die davon auch betroffen sind und entsprechend aktualisiert werden müssen. Beispiele: Namenübersichtsseite, Geburtsjahr, Geburtsort-Seiten und viele mehr.
Wie finde ich die betroffenen Seiten?
Im Suchfeld auf der linken Seite gibt man den Suchbegriff so ein: „Vorname Nachname“. Dann klickt man auf Volltext und alle Seiten mit entsprechendem Suchtext werden aufgerufen. Hier sieht man dann schnell, wo auch das Todesjahr Sinn macht oder sogar ein Teil des Artikels angepasst werden muss. Auch hilft das „Werkzeug“ auf der linken Seite sehr gut, um solche Seiten aufzufinden: „Links auf diese Seite“. Somit ist die Wikipedia wieder aktuell in allen Bereichen! Hinweis: bei Eintragung der Kategorie „Gestorben JAHR“ wird der Missbrauchsfilter 49 ausgelöst, was jedoch nicht schlimm ist. Siehe: Spezial:Missbrauchsfilter/49
Dies ist eine Liste von im Jahr 1625 verstorbenen bekannten Persönlichkeiten. Die Einträge erfolgen innerhalb der einzelnen Daten alphabetisch sortiert. Tiere sind im Nekrolog für Tiere zu finden.

## Januar
| Tag        | Name                            | Beruf, bekannt als                                                                           | Alter | Beleg |
| ---------- | ------------------------------- | -------------------------------------------------------------------------------------------- | ----- | ----- |
| 5. Januar  | Simon Marius                    | deutscher Astronom                                                                           | 51    |       |
| 7. Januar  | Ruggiero Giovannelli            | italienischer Sänger, Kapellmeister und Komponist                                            |       |       |
| 13. Januar | Jan Brueghel der Ältere         | flämischer Maler                                                                             |       |       |
| 17. Januar | Marija Wladimirowna Dolgorukowa | Zarin von Russland                                                                           |       |       |
| 21. Januar | Sibrand Lubbert                 | deutscher reformierter Theologe                                                              |       |       |
| 21. Januar | Christoph Neander               | Kreuzkantor in Dresden (1615–1625)                                                           | 35    |       |
| 23. Januar | Johann III.                     | Graf von Ostfriesland und Rietberg                                                           |       |       |
| 27. Januar | Adriaen Valéry                  | niederländischer Dichter und Sammler von Geusenliedern                                       |       |       |
| 29. Januar | Jakob Gretser                   | lateinischer Philologe, Historiker, Dramatiker und Autor der Gegenreformation in Deutschland | 62    |       |
| 29. Januar | Melchior von Rechenberg         | Landeshauptmann der Grafschaft Glatz                                                         | 75    |       |

## Februar
| Tag         | Name                              | Beruf, bekannt als                                   | Alter | Beleg |
| ----------- | --------------------------------- | ---------------------------------------------------- | ----- | ----- |
| 6. Februar  | Philipp Julius                    | Herzog von Pommern-Wolgast                           | 40    |       |
| 16. Februar | John Robinson                     | englischer puritanischer Theologe                    |       |       |
| 22. Februar | Joachim Sigismund von Brandenburg | Markgraf von Brandenburg                             | 21    |       |
| 26. Februar | Anna Wasa                         | Prinzessin von Schweden                              |       |       |
| Februar     | Andreas II. Thanrädl              | österreichischer Adeliger, evangelischer Verordneter |       |       |

## März
| Tag      | Name                                    | Beruf, bekannt als                             | Alter | Beleg |
| -------- | --------------------------------------- | ---------------------------------------------- | ----- | ----- |
| 2. März  | James Hamilton, 2. Marquess of Hamilton | schottischer Adliger                           |       |       |
| 5. März  | Alexander Lüneburg                      | Ratsherr der Hansestadt Lübeck                 |       |       |
| 7. März  | Johann Bayer                            | deutscher Astronom                             |       |       |
| 7. März  | Joachim Ernst                           | Markgraf von Brandenburg-Ansbach               | 41    |       |
| 8. März  | Caspar Tryller                          | kursächsischer Beamter                         | 82    |       |
| 9. März  | Dorothea Sibylle von Brandenburg        | Herzogin von Brieg                             | 34    |       |
| 11. März | Daniel Meisner                          | deutscher Dichter und Verleger                 |       |       |
| 25. März | Giambattista Marino                     | italienischer Dichter                          | 55    |       |
| 26. März | Philip Wharton, 3. Baron Wharton        | englischer Adliger und Politiker der Tudorzeit | 69    |       |
| 27. März | Jakob I.                                | König von Schottland, England und Irland       | 58    |       |
| 29. März | Antonio de Herrera y Tordesillas        | spanischer Historiker                          |       |       |

## April
| Tag       | Name                    | Beruf, bekannt als | Alter | Beleg |
| --------- | ----------------------- | --- | ----- | ----- |
| 7. April  | Adriaan van den Spiegel | flämischer Anatom, Chirurg und Botaniker                                                                                      |       |       |
| 17. April | Hermann Wolff           | deutscher evangelisch-lutherischer Geistlicher, Hauptpastor der Lübecker Jakobikirche und Senior des Geistlichen Ministeriums |       |       |
| 23. April | Moritz                  | Statthalter von Holland, Zeeland, Utrecht, Geldern und Overijssel                                                             |       |       |
| 23. April | Juan de Ruela           | spanischer Maler |       |       |

## Mai
| Tag     | Name                                | Beruf, bekannt als                                                | Alter | Beleg |
| ------- | ----------------------------------- | ----------------------------------------------------------------- | ----- | ----- |
| 6. Mai  | Pietro Antonio Novelli              | sizilianischer Maler und Mosaizist                                |       |       |
| 13. Mai | Anton Mozart                        | deutscher Maler                                                   |       |       |
| 17. Mai | Francisco Gómez de Sandoval y Rojas | spanischer Kardinal der römisch-katholischen Kirche               |       |       |
| Mai     | Christoph Strattner                 | österreichischer Marktrichter und Wirt in Frankenburg am Hausruck |       |       |

## Juni
| Tag      | Name                                   | Beruf, bekannt als                                                               | Alter | Beleg |
| -------- | -------------------------------------- | -------------------------------------------------------------------------------- | ----- | ----- |
| 1. Juni  | Honoré d’Urfé                          | französischer Schriftsteller                                                     | 58    |       |
| 5. Juni  | Orlando Gibbons                        | englischer Komponist der Renaissance                                             |       |       |
| 6. Juni  | Anna Maria von Boskowitz und Černahora | mährische Adlige, Fürstin von Liechtenstein, Herzogin von Troppau und Jägerndorf |       |       |
| 9. Juni  | Antoine de Roquelaure                  | französischer Adliger im Gefolge von Henri de Navarre bzw                        | 82    |       |
| 11. Juni | Marco Cornaro                          | römisch-katholischer Geistlicher                                                 |       |       |
| Juni     | Christoph von Lehndorf                 | anhaltischer Hofbeamter                                                          |       |       |

## Juli
| Tag      | Name                   | Beruf, bekannt als                                      | Alter | Beleg |
| -------- | ---------------------- | ------------------------------------------------------- | ----- | ----- |
| 5. Juli  | Cornelis Verdonck      | franko-flämischer Sänger und Komponist                  |       |       |
| 6. Juli  | Kaspar Mohr            | deutscher Prämonstratenserchorherr und Erfinder         |       |       |
| 7. Juli  | Michael Eippart        | Spitalpfleger und Bürgermeister von Tübingen            | 60    |       |
| 10. Juli | Heinrich Schlichtkrull | gräflich-mansfeldischer Kanzler                         | 65    |       |
| 19. Juli | Samuel Besler          | deutsch-polnischer Komponist                            | 50    |       |
| 26. Juli | Johannes Piscator      | deutscher Theologe, Hochschullehrer und Bibelübersetzer | 79    |       |

## August
| Tag        | Name                  | Beruf, bekannt als                                                                                         | Alter | Beleg |
| ---------- | --------------------- | --- | ----- | ----- |
| 5. August  | Ludovico di Sarego    | italienischer römisch-katholischer Geistlicher, Bischof von Adria und Apostolischer Nuntius in der Schweiz |       |       |
| 14. August | Johannes Rottenhammer | deutscher Maler (Barock)                                                                                   |       |       |
| 19. August | Enno III.             | Graf von Ostfriesland                                                                                      | 61    |       |
| 19. August | Friedrich Wilhelm     | Herzog von Teschen                                                                                         | 23    |       |
| 19. August | Theodor Rhodius       | deutscher lutherischer Pfarrer und neulateinischer Dramatiker                                              |       |       |
| 22. August | Margaretha Stülzer    | Äbtissin von Lichtenthal                                                                                   |       |       |
| 30. August | Anna von Preußen      | Kurfürstin von Brandenburg                                                                                 | 49    |       |
| August     | John Fletcher         | englischer Dramatiker                                                                                      | 45    |       |
| August     | Johann Grensin        | Jurist Ratssekretär der Hansestadt Lübeck                                                                  |       |       |
| August     | Johannes Willinges    | deutscher Maler                                                                                            |       |       |

## September
| Tag           | Name                             | Beruf, bekannt als                                         | Alter | Beleg |
| ------------- | -------------------------------- | ---------------------------------------------------------- | ----- | ----- |
| 3. September  | Johann Speymann                  | deutscher Bürgermeister, Ratsherr und Kaufmann             |       |       |
| 6. September  | Thomas Dempster                  | schottischer Altphilologe, Historiker und Dichter          | 46    |       |
| 7. September  | Rombout Hogerbeets               | niederländischer Staatsmann                                | 64    |       |
| 7. September  | Valentin Wudrian                 | deutscher lutherischer Theologe                            | 41    |       |
| 8. September  | Johann Seyfried                  | österreichischer Zisterzienser                             |       |       |
| 9. September  | Pedro da Costa Leal              | portugiesischer Geistlicher                                |       |       |
| 9. September  | Kaspar Waser                     | Schweizer reformierter Theologe und Orientalist            | 60    |       |
| 13. September | Franz II. Batthyány              | ungarischer Magnat, Mitglied der Magnatenfamilie Batthyány |       |       |
| 13. September | Tommaso Salini                   | italienischer Maler                                        |       |       |
| 14. September | Martin Meister I.                | deutscher Benediktinerabt, Landgraf von Bonndorf           |       |       |
| 15. September | Louis Richeome                   | französischer Theologe, Humanist und Jesuit                |       |       |
| 16. September | Petrus Saxonius                  | deutscher Mathematiker und Astronom                        | 34    |       |
| 17. September | Anton von der Streithorst        | braunschweigischer Staatsmann                              |       |       |
| 19. September | Eitel Friedrich von Hohenzollern | Bischof von Osnabrück                                      | 42    |       |
| 20. September | Heinrich Meibom                  | deutscher Historiker und Dichter                           | 69    |       |
| 21. September | Bartolomeo Cavarozzi             | Maler im Frühbarock in Italien und Spanien                 |       |       |
| 25. September | Christiana Cunradina             | deutsche Dichterin                                         | 34    |       |
| 25. September | Johann Ludwig Mögling            | deutscher Mediziner sowie Hochschullehrer                  | 40    |       |
| September     | Thomas Lodge                     | englischer Dichter und Dramatiker                          |       |       |

## Oktober
| Tag         | Name                             | Beruf, bekannt als                                 | Alter | Beleg |
| ----------- | -------------------------------- | -------------------------------------------------- | ----- | ----- |
| 6. Oktober  | Johann George Besold             | deutscher Jurist und Privatrechtler                | 44    |       |
| 6. Oktober  | Hermann Nicephorus               | barocker Philosoph                                 |       |       |
| 11. Oktober | Heinrich von Logau               | schlesischer Adliger                               |       |       |
| 24. Oktober | Friedrich von Sachsen-Altenburg  | Herzog von Sachsen-Altenburg                       | 26    |       |
| 25. Oktober | Hans Michael Elias von Obentraut | pfälzischer Reitergeneral im Dreißigjährigen Krieg |       |       |

## November
| Tag          | Name                                  | Beruf, bekannt als                                                 | Alter | Beleg |
| ------------ | ------------------------------------- | ------------------------------------------------------------------ | ----- | ----- |
| 3. November  | Adam Gumpelzhaimer                    | deutscher Komponist, Musiklehrer und -theoretiker                  |       |       |
| 14. November | Giulio Cesare Procaccini              | italienischer Maler                                                | 51    |       |
| 14. November | Johannes Sturm                        | deutscher Mediziner und Logiker                                    |       |       |
| 15. November | Michael Beringer                      | deutscher Jurist und Philologe                                     | 59    |       |
| 16. November | Sofonisba Anguissola                  | italienische Malerin                                               |       |       |
| 16. November | Johann Rudolf Pucher von Meggenhausen | kaiserlicher Reichshofrat                                          |       |       |
| 17. November | Jacob Henot                           | Postmeister und Postorganisator                                    |       |       |
| 19. November | Johann Reinhard I.                    | Graf von Hanau-Lichtenberg                                         | 56    |       |
| 27. November | Jeremias Eisenmenger                  | Stadtarzt in Heilbronn                                             |       |       |
| 28. November | John Willis                           | englischer Stenograf, Begründer der neueren englischen Kurzschrift |       |       |

## Dezember
| Tag          | Name                                           | Beruf, bekannt als                                                     | Alter | Beleg |
| ------------ | ---------------------------------------------- | ---------------------------------------------------------------------- | ----- | ----- |
| 8. Dezember  | Christine von Schleswig-Holstein-Gottorf       | schwedische Königin                                                    |       |       |
| 9. Dezember  | Ubbo Emmius                                    | ostfriesischer reformierter Theologe und Historiker                    | 78    |       |
| 11. Dezember | Johann Friedrich Schröter                      | deutscher Mediziner                                                    | 66    |       |
| 16. Dezember | Elisabeth von Hessen-Kassel                    | Herzogin zu Mecklenburg-Güstrow                                        | 29    |       |
| 19. Dezember | Dorothea Augusta von Braunschweig-Wolfenbüttel | Äbtissin von Gandersheim                                               | 48    |       |
| 20. Dezember | Hermann Ravensberger                           | deutscher reformierter Theologe, Rektor der Universität Groningen      | 39    |       |
| 25. Dezember | Benno Friedrich Brand von Lindau               | Mitglied der Fruchtbringende Gesellschaft                              | 54    |       |
| 26. Dezember | Pier Francesco Costa                           | italienischer Geistlicher, päpstlicher Diplomat und Bischof von Savona | 80    |       |
| 27. Dezember | Andreas Großhenning                            | deutscher lutherischer Theologe                                        | 35    |       |

## Datum unbekannt
| Tag               | Name                                 | Beruf, bekannt als                                                                                                   | Alter | Beleg |
| ----------------- | ------------------------------------ | --- | ----- | ----- |
|                   | Georg V. von Angelach-Angelach       | Vogt im Prättigau |       |       |
|                   | Jehiel Baschan                       | Großrabbiner der Türkei in Konstantinopel (1602–1625)                                                                |       |       |
|                   | Jean-Baptiste Besard                 | französischer Jurist, Lautenist und Komponist                                                                        |       |       |
|                   | Matthias Boetius                     | deutscher evangelisch-lutherischer Pastor und Chronist                                                               |       |       |
|                   | Guglielmo Caccia                     | italienischer Maler                                                                                                  |       |       |
|                   | Girolamo Campagna                    | italienischer Bildhauer                                                                                              |       |       |
|                   | Pietro Cerone                        | italienischer Musiktheoretiker und Sänger                                                                            |       |       |
|                   | Carlo Diodati                        | toskanischer Patrizier                                                                                               |       |       |
|                   | John Florio                          | englischer Übersetzer und Gelehrter                                                                                  |       |       |
|                   | Seyyid Kasim Gubari                  | Osmanischer Kalligraf, verantwortlich für die Gestaltung der kalligrafischen Inschriften in der Sultan-Ahmed-Moschee |       |       |
|                   | Juda Goldschmied de Herz             | Architekt |       |       |
|                   | Daniël de Hertaing                   | Offizier im Dienst der Generalstaaten während des Achtzigjährigen Kriegs                                             |       |       |
|                   | Johann Kämpff                        | deutscher Kirchenlieddichter                                                                                         |       |       |
|                   | Jakob von Kleist                     | pommerscher Amtshauptmann und Hexenjäger                                                                             |       |       |
|                   | Giovanni Gualberto Magli             | italienischer Opernsänger (Kastrat)                                                                                  |       |       |
|                   | Michael von Manteuffel               | kurländischer Kanzler und herzoglicher Rat                                                                           |       |       |
|                   | Joist Moers                          | hessischer Kartograf                                                                                                 |       |       |
|                   | Hieronymus Moskorzowski              | Politiker und Förderer des Unitarismus                                                                               |       |       |
|                   | Antoine de Nervèze                   | französischer Dichter und Romancier des Barock                                                                       |       |       |
|                   | Frans Hendricksz Oetgens van Waveren | Bürgermeister von Amsterdam                                                                                          |       |       |
|                   | César Oudin                          | spanischer Übersetzer; Hofdolmetscher für den französischen König Heinrich IV.                                       |       |       |
|                   | Thomas Pavier                        | Londoner Verleger und Buchhändler                                                                                    |       |       |
|                   | Thomas Phelippes                     | englischer Kryptoanalytiker                                                                                          |       |       |
|                   | Adam Poelmann                        | Pfarrer und Schauspielautor                                                                                          |       |       |
|                   | Adriano Politi                       | italienischer Übersetzer, Lexikograf und Italianist                                                                  |       |       |
|                   | Francesco Rustici                    | italienischer Maler                                                                                                  |       |       |
|                   | Bernhard Schmid                      | deutscher Komponist und Organist                                                                                     |       |       |
|                   | Vicke Schorler                       | deutscher Chronist, Künstler                                                                                         |       |       |
|                   | Willem Cornelisz Schouten            | holländischer Seefahrer                                                                                              |       |       |
| Anfang des Jahres | James Seaton                         | schwedischer Oberst und Regimentsinhaber                                                                             |       |       |
|                   | Johann Stainhauser                   | Salzburger Unternehmer, Historiker und Chronist                                                                      |       |       |
|                   | Thomas Thynne                        | englischer Politiker                                                                                                 |       |       |
|                   | Johan van Valckenburgh               | niederländischer Ingenieur und Festungsbaumeister                                                                    |       |       |
|                   | Karl Weinberger                      | Titularbischof von Nazianzus und Weihbischof in Breslau sowie nominierter Bischof von Pedena                         |       |       |